# 파면 (물리학)

평면파의 파면은 평면이다.

파면은 렌즈를 통과한 후 모양이 변한다.

파면(wavefront)은 파동의 동일 위상점을 공간상에 모아놓은 면을 뜻한다. 파동은 파면의 형태에 따라 구면파와 평면파로 분류할 수 있다. 구면파란 파면의 형태가 구껍질인 파동으로 파원 근방에서 형성된 파동이다. 평면파란 파면의 형태가 평면인 파동으로 파원에서 매우 먼 곳에서 형성된 파동이다.
시변 파동장의 파면은 동일한 위상을 갖는 모든 점의 집합(궤적)이다. 이 용어는 일반적으로 각 지점에서 단일 시간 주파수에 따라 시간에 따라 정현파로 변하는 필드에만 의미가 있다(그렇지 않으면 위상이 잘 정의되지 않음).
파면은 일반적으로 시간에 따라 움직이다. 1차원 매질에서 전파되는 파동의 경우 파면은 일반적으로 단일 지점이다. 그것들은 2차원 매체의 곡선이고 3차원 매체의 표면이다.
정현파 평면파의 경우 파면은 전파 방향에 수직인 평면으로, 파동과 함께 해당 방향으로 이동한다. 정현파 구형파의 경우 파면은 함께 확장되는 구형 표면이다. 파면의 서로 다른 지점에서 전파 속도가 다른 경우 파면의 모양 및 방향은 굴절에 의해 변경될 수 있다. 특히, 렌즈는 광학 파면의 모양을 평면에서 구형으로 또는 그 반대로 변경할 수 있다.
고전 물리학에서 회절 현상은 전파하는 파면의 각 지점을 개별 구형 웨이블릿의 집합으로 처리하는 호이겐스-프레넬 원리로 설명된다. 삽입된 이미지에 표시된 것처럼 특징적인 굽힘 패턴은 간섭성 소스(예: 레이저)의 파동이 파장과 크기가 비슷한 슬릿/조리개를 만날 때 가장 두드러진다. 이는 서로 다른 길이의 경로를 통해 등록 표면으로 이동하는 파면(또는 동등하게 각 웨이블릿)의 서로 다른 지점이 추가되거나 간섭되기 때문이다. 여러 개의 밀접하게 간격을 둔 개구부(예: 회절 격자)가 있는 경우 다양한 강도의 복잡한 패턴이 발생할 수 있다.

## 같이 보기
- 적응광학
- 해밀턴-야코비 방정식
- 하위헌스 원리